# Prodasineura odzalae
Prodasineura odzalae là loài chuồn chuồn trong họ Platycnemididae. Loài này được Aguesse mô tả khoa học đầu tiên năm 1966.